# Mary Crosby
Pour les articles homonymes, voir Crosby.
Mary Crosby est une actrice américaine, née le 14 septembre 1959 à Los Angeles.

## Biographie
Elle est la fille de l'acteur et chanteur Bing Crosby et de l'actrice Kathryn Grant. Elle devient célèbre en jouant, en 1979, le personnage de « Kristin Shepard », la méchante sœur de Sue Ellen, celle qui tire sur JR, dans la série fleuve Dallas.

## Filmographie

### Cinéma
- 1983 : Last Plane Out : Elizabeth Rush
- 1984 : Les Guerriers des étoiles (The Ice Pirates) de Stewart Raffill : Princess Karina
- 1987 : Johann Strauss, le roi sans couronne de Franz Antel : Adele
- 1988 : Tapeheads de  Bill Fishman : Samantha Gregory
- 1989 : Passe-passe (Quicker Than the Eye) de Nicolas Gessner : Mary Preston
- 1990 : Deadly Innocents : Beth / Cathy
- 1990 : Body Chemistry : Marlee Redding
- 1990 : Corporate Affairs : Jessica Pierce
- 1990 : Eating : Kate
- 1991 : Crack Me Up de Bashar Shbib
- 1992 : The Berlin Conspiracy : Ursula Schneider
- 1993 : Les Intrus (Distant Cousins) : Marcie
- 1997 : Sous le charme du mal (Cupid) : Dana Rhodes
- 1998 : The Night Caller : Nikki Rogers
- 2005 : La Légende de Zorro (The Legend of Zorro) de Martin Campbell : la femme du gouverneur

### Télévision
- 1978 : With This Ring (en) (Téléfilm) : Lisa Harris
- 1978 : A Guide for the Married Woman (Téléfilm) : Eloise
- 1978 : Pearl (en) (série télévisée) : Patricia North
- 1978 : Starsky et Hutch (série télévisée) : Leslie Slate
- 1979 : Chips (série télévisée) : Chris
- 1979 : Brothers and Sisters (série télévisée) : Suzy Cooper
- 1979-1981 et 1991 : Dallas (Série TV) : Kristin Shepard
- 1980 : Côte Ouest (Série TV) : Kristin Shepard
- 1981 : Dick le rebelle (Série TV) : Jane Harding
- 1981 : Golden Gate (Téléfilm) : Natalie Kingsley
- 1981 : Piège à minuit (Midnight Lane) (Téléfilm) : Cathy Preston
- 1982 et 1984 : L'Homme qui tombe à pic (The Fall Guy) (Série TV) : Coleen Wilcox / Sue Jackson / Kim Donnely
- 1982 et 1986 : La croisière s'amuse (The Love Boat) (Série TV) : Helen Kennedy / Megan Lewis
- 1983 : Automan (Série TV ) : Ellen Fowler / Miss Simmons
- 1983 : Confessions of a Married Woman (Téléfilm) : Ellen
- 1984 : Espion modèle (Cover Up) (Téléfilm) : Merilee Taylor
- 1984-1985 : Hôtel (Série TV) : Natalie Rogers / Barbara Medford / Maggie Blackwood
- 1985 : Les Dessous d'Hollywood (Hollywood Wives) (Mini-série) : Karen Lancaster
- 1985 : Perdus dans la ville (en) (Final Jeopardy) (TV) de Michael Pressman : Susan Campbell
- 1986 : Crazy Dan (Téléfilm) : Bonnie
- 1986 : Nord et Sud (Série TV) : Isabel Hazard
- 1987 : Les Aventures de Beans Baxter (The New Adventures of Beans Baxter) (Série TV) : Professeur Vankleef
- 1989 : Dans la chaleur de la nuit (In the Heat of the Night) (Série TV) : J.D. Sinclaire
- 1989-1990 : Freddy, le cauchemar de vos nuits (Freddy's Nightmare) (Série TV) : Greta Moss
- 1991 : Arabesque, l’empoisonneuse saison 7, épisode 21: Laura
- 1993 : Loïs et Clark (Lois and Clark: The New Adventures of Superman) (Série TV) : Monique
- 1994 : Star Trek : Deep Space Nine (Série TV) : Natima Lang
- 1995 : Pointman (Série TV) : Dr Elizabeth Andreas
- 1995 : L'Homme à la Rolls (Burke's Law) (Série TV) : Heather Bonham
- 1995- 1996 : Beverly Hills 90210 (Série TV) : Claudia Van Eyck
- 2000 : Alley Cats Strike (en) (Téléfilm) de Rod Daniel : Lauren
- 2000 : Mom's Got a Date with a Vampire (Téléfilm) : Chelsea Hansen
- 2005 : Falcon Beach (Téléfilm) : Ashley
- 2009 : Out of Control (Téléfilm) : Marcie Cutter